# Kung Oscarshyttan
Kung Oscarshyttan var ett stort stålverk i Morgongåva i Uppland som började byggas 1872, med tyska ägare. Verket var färdigt fyra år senare. Då hade konjunkturen för järn och stål vänt nedåt och verket lades i malpåse. 1879 fanns hopp om förbättring och den ena masugnen kördes i ett halvår. Därefter var verket oanvänt tills företaget gick i likvidation 1887. Verket tömdes på maskiner. År 1898 flyttade en ny industri in i lokalerna.

## Planering
Tyskland hade förhandlat fram ett stort krigsskadestånd från Frankrike i fredsuppgörelsen efter det tysk-franska kriget 1870–1871. Delar av krigsskadeståndet var avsett för investeringar. Den tyska industrin såg sig om efter lämpliga objekt att investera i. I Schlesien fanns Vereinigte Königs- und Laurahütte AG med säte i Berlin. Generaldirektör och koncernchef var Karl F. Richter. Expansionsmöjligheterna i Schlesien var begränsade. Sverige blev intressant. År 1872 planerade K.F. Richter och Jacob Landau att bygga ett stålverk i Sverige, ett systerföretag till Königshütte. Hyttan planerades att byggas i Morgongåva, vid den planerade utbyggnaden av järnvägen Norra stambanan, (numera Dalabanan) mellan Uppsala och Krylbo. Här skulle man bygga ett stålverk av kontinental storlek som skulle drivas med kol, ånga och koks. Stålverket skulle försörjas med malm från Norberg och de många lokala gruvorna. Råvaror och färdigprodukter kunde med fördel sändas via järnvägen till Stockholm och Västerås. Molnebo Bergsbruk köptes av tyskarna som tog över ledningen.
Landau köpte 1872 Schisshyttan med tillhörande gruvor, hytta och stångjärnssmedja. Här hade forskning och utveckling av metoder för järnframställning skett under bergsvetenskapsmannen Sven Rinmans ledning. Här framställdes spegeljärn (tackjärn med 10–25 procent mangan). Spegeljärnet behövdes för ståltillverkning i bessemerkonvertrarna. Schisshyttan med gruvor och skogar överläts sedan till Molnebo Bergsbruk AB.
En smalspårsjärnväg byggdes 1872–73 mellan Morgongåva och Molnebo. Från 1874 fanns ett ånglok som drog vagnarna. Det körde 4 tåg om dagen i var riktning med 4–6 vagnar. I Molnebo gick rälsen till både smedjan, ångsågen och hyttan.
Med tanke på moderföretagets namn Königshütte uppvaktade Jacob Landau kung Oscar II och bad om tillstånd att kalla den nya hyttan ”Kung Oscarshyttan”, vilket kungen godkände. Kungen fick löfte om att inviga hyttan i samband med invigningen av den nya stambanan. Planen var att järnvägen skulle användas för transporter av koks och malm.

## Kung Oscarshyttan
Byggarbetet på den nya stora hyttan bedrevs i rask takt under ledning av K.F. Richters yngre broder Wilhelm Richter. Han hade kontrakterat tyska ingenjörer, murare, stenhuggare och mekaniker. De fick bo i Molnebo herrgård. I brukets redovisningar kan man se att utgiften för öl plötsligen översteg utgiften för brännvin. I övrigt användes lokala arbetare, forbönder med flera. Byggmaterial som sten, tegel, grus och timmer kom från trakten.
Norra stambanan blev körbar innan hyttan var färdigbyggd. I augusti 1873 stannade det kungliga invigningståget vid platsen för den planerade stationen i Morgongåva. Hyttan var inte färdig, men på en provisorisk brygga tog sig kungen upp till hyttkransen. Kungen beundrade utsikten och förklarade hyttan för invigd. När kungen rest vidare började ett stort invigningskalas.
År 1874 köpte Landau med flera delfinansiärer hela Molnebo Bergsbruks AB. Samtidigt börjar det stora stålverket i Morgongåva bli färdig, med undantag för bessemerkonvertrarna.
Det nya stålverket i Morgongåva bestod av fyra rostugnar, två masugnar, två bessemerkonvertrar, förvärmare för blästerluften av Cowpers typ, kolhus, kokshus, gjuteri och panncentral. Stålverket byggdes liknande Forsbacka Jernverk, men dimensionerna var betydligt större för Oscarshyttan. Masugnarna hade en höjd av 13,7 m och var invändigt 3,5 m breda. Det var en av Sveriges första kokseldade masugnar. Bessemerkonvertrarna gjordes bredare än dem i Sandviken. 
Förutom byggnader för hyttan med hjälpanläggningar som ångpannehuset byggdes även boningshus för tjänstemän och förvaltning, hotell, handelsbod, stall, magasin för torv med mera. Förvaltningen lades i Molnebo och herrgården användes för bruksledningen. För de tyska tjänstemännen uppfördes i Molnebo en byggnad kallad Slottet. Den byggnaden finns kvar än i dag (2020). I Morgongåva byggdes en liknande byggnad som användes som kontor.

## Schisshytte-Molnebo AB
Efter några år i det svenskregistrerade Molnebo Bergsbruks AB namn hade tyskarna fått ordning på förutsättningarna för driften av Oscarshyttan. Man hade köpt Schisshytte bruk och skjutit till pengar i olika omgångar. Ägarstruktur och ledningsfunktionerna för ett nytt bolag var framtagna. Då registrerades både i Sverige och Tyskland 1876 Schisshytte-Molnebo AB. Det aktiebolaget hade ända till 1882 Sveriges högsta aktiekapital.
Efter börskrascherna i Wien 1873 och i New York 1874 inleddes en svår lågkonjunktur och alla investeringar i järnbruk stoppades. Ett nytt bolag Schisshyttan-Molnebo AB bildades 1876. Den gamla hyttan i Molnebo användes fortfarande.
År 1876 stod Kung Oscarshyttan färdig i och med att bessemerverket var installerat. Det flytande tackjärnet från de två masugnarna kunde fördelas mellan de två bessmerkonvertrarna via rännor. Panncentralen hade nio ångpannor som drev malmkrossarna, lyftkranar med mera. Man hade lagt upp ett rejält förråd av 17 000 ton malm och 6 000 ton koks för driften av anläggningen i mer än ett år. Man provkörde första masugnen och därefter stoppades den. Den andra masugnen startades aldrig. Nu stoppades även de andra hyttorna i Molnebo och Schisshyttan.

## Sista försöket
Konjunkturerna vände något och 1879 återstartades hyttorna i Molnebo och Schisshyttan. År 1880 kördes en masugn i Oscarshyttan under halva året, varvid 4 300 ton tackjärn tillverkades med en förbrukning av 9 000 ton koks. Bessemerverket kom aldrig att användas. Beräkningar antyder att med full kapacitet i Oscarshyttan skulle den ha kunnat producera 17 000 ton tackjärn per år. Molnebo hytta producerade 1 600 ton per år. Tackjärnet från Oscarshyttan var svårsålt. Nu börjar en period med försäljning av det man först kunde undvara såsom malmlager med mera. 

## Likvidation
Schisshyttan-Molnebo AB gick i likvidation år 1887 med stor förlust. Molnebo med sågverk, hytta, järnväg och skogsegendomar såldes till Kopparberg-Avesta AB. Hyttan i Molnebo kördes åter 1890-92, varefter den revs. Masugnen i Oscarshyttan såldes och monterades ner sten för sten och murades åter upp i Domnarvets Jernverk. Det mesta av det återstående maskineriet demonterades och såldes till skrot. Det gamla bruksområdet med utslagna fönster och uppvuxen sly runt om såg mer ut som en spökstad. Den inom järnbranschen kände metallurgen Carl Sahlin berättade att när han med en klass från Bergshögskolan reste förbi Morgongåva 1888, tog han helt avstånd från företaget och bedyrade att ingen svensk bergsman hade varit inblandad i något så illa planerat.

## Ny verksamhet i lokalerna
År 1888 köpte Oscar Fredrik Wijkman lokalerna i Morgongåva och flyttade in tillverkningen av jordbruksmaskiner från Västerås. Företaget fick namnet Westerås Lantbruksmaskiner. Masugnshallen användes som gjuteri.